# Сафір Таїдер
Сафір Сліті Таїдер (фр. Saphir Sliti Taïder, араб. سفير سليتي تايدر, нар. 29 лютого 1992, Кастр) — французький і алжирський футболіст, півзахисник італійської «Болоньї» та національної збірної Алжиру. На умовах оренди грає в Канаді за команду «Монреаль Імпакт».

## Клубна кар'єра
Народився 29 лютого 1992 року у французькому Кастрі в родині тунісця і алжирки. Вихованець юнацьких команд футбольних клубів «Кастр», «Альбі» та «Гренобль».
У дорослому футболі дебютував 2009 року виступами за команду клубу «Гренобль», в якій провів два сезони, взявши участь у 26 матчах чемпіонату. 
Своєю грою за цю команду привернув увагу представників тренерського штабу італійської «Болоньї», до складу якої приєднався 2011 року. Відіграв за болонської команду наступні два сезони своєї ігрової кар'єри. Більшість часу, проведеного у складі «Болоньї», був основним гравцем команди.
До складу клубу «Інтернаціонале» приєднався 2013 року. Протягом свого дебютного сезону в Мілані провів за «Інтер» 25 матчів в Серії A, проте 1 вересня 2014 року залишив клуб, перейшовши на умовах оренди до «Сассуоло».
31 серпня 2015 року удруге у своїй кар'єрі став гравцем «Болоньї». 2018 року був орендований канадським клубом «Монреаль Імпакт».

## Виступи за збірні
2010 року дебютував у складі юнацької збірної Франції, взяв участь у 12 іграх на юнацькому рівні, відзначившись 3 забитими голами.
Протягом 2011–2013 років залучався до складу молодіжної збірної Франції. На молодіжному рівні зіграв у трьої офіційних матчах.
2013 року, вирішивши на рівні національних збірних захищати кольори історичної батьківщини своєї матері, дебютував у офіційних матчах у складі збірної Алжиру. Був у її складі учасником чемпіонату світу 2014 року, а також Кубка африканських націй 2015 року.

## Статистика виступів

### Статистика клубних виступів
Станом на 27 серпня 2019 року
| Сезон                       | Команда                     | Чемпіонат                   | Чемпіонат | Чемпіонат | Національний кубок | Національний кубок | Національний кубок | Континентальні кубки | Континентальні кубки | Континентальні кубки | Інші змагання | Інші змагання | Інші змагання | Усього | Усього |
| Сезон                       | Команда                     | Ліга                        | Ігор      | Голів     | Ліга               | Ігор               | Голів              | Ліга                 | Ігор                 | Голів                | Ліга          | Ігор          | Голів         | Ігор   | Голів  |
| --------------------------- | --------------------------- | --------------------------- | --------- | --------- | ------------------ | ------------------ | ------------------ | -------------------- | -------------------- | -------------------- | ------------- | ------------- | ------------- | ------ | ------ |
| 2009–10                     | «Гренобль»                  | Л1                          | 1         | 0         | КФ+КФЛ             | 0+0                | 0+0                | -                    | -                    | -                    | -             | -             | -             | 1      | 0      |
| 2010–11                     | «Гренобль»                  | Л2                          | 25        | 1         | КФ+КФЛ             | 0+1                | 0+0                | -                    | -                    | -                    | -             | -             | -             | 26     | 1      |
| Усього за «Гренобль»        | Усього за «Гренобль»        | Усього за «Гренобль»        | 26        | 1         |                    | 1                  | 0                  |                      |                      |                      |               |               |               | 27     | 1      |
| 2011–12                     | «Болонья»                   | A                           | 14        | 0         | КІ                 | 2                  | 0                  | -                    | -                    | -                    | -             | -             | -             | 16     | 0      |
| 2012–13                     | «Болонья»                   | A                           | 34        | 3         | КІ                 | 1                  | 2                  | -                    | -                    | -                    | -             | -             | -             | 35     | 5      |
| Усього за «Болонью»         | Усього за «Болонью»         | Усього за «Болонью»         | 48        | 3         |                    | 3                  | 2                  |                      |                      |                      |               |               |               | 51     | 5      |
| 2013–14                     | «Інтернаціонале» \| A       | 25                          | 1         | КІ        | 1                  | 1                  | -                  | -                    | -                    | -                    | -             | -             | 26            | 2      |        |
| серп. 2014                  | «Саутгемптон»               | ПЛ                          | 0         | 0         | КА+КЛ              | 0+0                | 0+0                | -                    | -                    | -                    | -             | -             | -             | 0      | 0      |
| серп. 2014–15               | «Сассуоло»                  | A                           | 27        | 3         | КІ                 | 0                  | 0                  | -                    | -                    | -                    | -             | -             | -             | 27     | 3      |
| 2015–16                     | «Болонья»                   | A                           | 29        | 0         | КІ                 | 0                  | 0                  | -                    | -                    | -                    | -             | -             | -             | 29     | 0      |
| 2016–17                     | «Болонья»                   | A                           | 24        | 3         | КІ                 | 2                  | 1                  | -                    | -                    | -                    | -             | -             | -             | 26     | 4      |
| 2017–18                     | «Болонья»                   | A                           | 9         | 0         | КІ                 | 1                  | 0                  | -                    | -                    | -                    | -             | -             | -             | 10     | 0      |
| Усього за «Болонью»         | Усього за «Болонью»         | Усього за «Болонью»         | 110       | 6         |                    | 7                  | 3                  |                      |                      |                      |               |               |               | 117    | 9      |
| 2018                        | «Монреаль Імпакт»           | MLS                         | 33        | 7         | ЧК                 | -                  | -                  |                      | -                    | -                    |               | -             | -             | 33     | 7      |
| 2019                        | «Монреаль Імпакт»           | MLS                         | 26        | 7         | ЧК                 | 4                  | 1                  |                      | -                    | -                    |               | -             | -             | 30     | 8      |
| Усього за «Монреаль Імпакт» | Усього за «Монреаль Імпакт» | Усього за «Монреаль Імпакт» | 59        | 14        |                    | 4                  | 1                  |                      |                      |                      |               |               |               | 63     | 15     |
| Усього за кар'єру           | Усього за кар'єру           | Усього за кар'єру           | 244       | 25        |                    | 12                 | 5                  |                      | -                    | -                    |               | -             | -             | 256    | 30     |

### Статистика виступів за збірну
Станом на 27 серпня 2019 року
| Дата       | Місто         | Господарі           | Результат | Гості               | Турнір                                      | Голи | Примітки |
| ---------- | ------------- | ------------------- | --------- | ------------------- | ------------------------------------------- | ---- | -------- |
| 26/03/2013 | Бліда         | Алжир               | 3 – 1     | Бенін               | Відбір до ЧС 2014                           | 1    |          |
| 02/06/2013 | Бліда         | Алжир               | 2 – 0     | Буркіна-Фасо        | товариський матч                            | -    | 83'      |
| 09/06/2013 | Котону        | Бенін               | 1 – 3     | Алжир               | Відбір до ЧС 2014                           | -    |          |
| 16/06/2013 | Кігалі        | Руанда              | 0 – 1     | Алжир               | Відбір до ЧС 2014                           | 1    |          |
| 14/08/2013 | Бліда         | Алжир               | 2 – 2     | Гвінея              | товариський матч                            | -    | 46'      |
| 10/09/2013 | Бліда         | Алжир               | 1 – 0     | Малі                | Відбір до ЧС 2014                           | -    | 88'      |
| 12/10/2013 | Уагадугу      | Буркіна-Фасо        | 3 – 2     | Алжир               | Відбір до ЧС 2014                           | -    | 83'      |
| 19/11/2013 | Бліда         | Алжир               | 1 – 0     | Буркіна-Фасо        | Відбір до ЧС 2014                           | -    | 86'      |
| 5/3/2014   | Бліда         | Алжир               | 2 – 0     | Словенія            | товариський матч                            | 1    |          |
| 31-5-2014  | Сьйон         | Алжир               | 3 – 1     | Вірменія            | товариський матч                            | -    | 62'      |
| 4-6-2014   | Женева        | Алжир               | 2 – 1     | Румунія             | товариський матч                            | -    | 68'      |
| 17-6-2014  | Белу-Оризонті | Бельгія             | 2 – 1     | Алжир               | ЧС 2014 - 1-й етап                          | -    |          |
| 30-6-2014  | Порту-Алегрі  | Німеччина           | 2 – 1     | Алжир               | ЧС 2014 - 1/8 фіналу                        | -    | 78'      |
| 6-9-2014   | Аддис-Абеба   | Ефіопія             | 1 – 2     | Алжир               | Qual. Coppa d'Africa 2015                   | -    |          |
| 10-9-2014  | Бліда         | Алжир               | 1 – 0     | Малі                | Qual. Coppa d'Africa 2015                   | -    |          |
| 11-10-2014 | Блантайр      | Малаві              | 0 – 2     | Алжир               | Qual. Coppa d'Africa 2015                   | -    |          |
| 15-10-2014 | Бліда         | Алжир               | 3 – 0     | Малаві              | Qual. Coppa d'Africa 2015                   | -    |          |
| 15-11-2014 | Бліда         | Алжир               | 3 – 1     | Ефіопія             | Відбір до Кубка африканських націй 2015     | -    |          |
| 19-11-2014 | Бамако        | Малі                | 2 – 0     | Алжир               | Відбір до Кубка африканських націй 2015     | -    | 46'      |
| 11-1-2015  | Радес         | Туніс               | 1 – 1     | Алжир               | товариський матч                            | -    | 46'      |
| 19-1-2015  | Монгомо       | Алжир               | 3 – 1     | ПАР                 | Кубок африканських націй 2015 - 1-й етап    | -    | 64'      |
| 23-1-2015  | Монгомо       | Гана                | 1 – 0     | Алжир               | Кубок африканських націй 2015 - 1-й етап    | -    |          |
| 27-1-2015  | Малабо        | Сенегал             | 0 – 2     | Алжир               | Кубок африканських націй 2015 - 1-й етап    | -    | 52'      |
| 1-2-2015   | Малабо        | Кот-д'Івуар         | 3 – 1     | Алжир               | Кубок африканських націй 2015 - чвертьфінал | -    | 90'      |
| 26-3-2015  | Доха          | Катар               | 1 – 0     | Алжир               | товариський матч                            | -    | 61'      |
| 30-3-2015  | Доха          | Оман                | 1 – 4     | Алжир               | товариський матч                            | -    |          |
| 13-6-2015  | Бліда         | Алжир               | 4 – 0     | Сейшельські Острови | Відбір до Кубка африканських націй 2017     | -    | 75'      |
| 6-9-2015   | Масеру        | Лесото              | 1 – 3     | Алжир               | Відбір до Кубка африканських націй 2017     | -    | 16'      |
| 9-10-2015  | Алжир (місто) | Алжир               | 1 – 2     | Гвінея              | товариський матч                            | -    |          |
| 13-10-2015 | Алжир (місто) | Алжир               | 1 – 0     | Сенегал             | товариський матч                            | -    |          |
| 14-11-2015 | Дар-ес-Салам  | Танзанія            | 2 – 2     | Алжир               | Відбір до ЧС 2018                           | -    | 63'      |
| 25-3-2016  | Бліда         | Алжир               | 7 – 1     | Ефіопія             | Відбір до Кубка африканських націй 2017     | 1    |          |
| 29-3-2016  | Аддис-Абеба   | Ефіопія             | 3 – 3     | Алжир               | Відбір до Кубка африканських націй 2017     | -    |          |
| 2-6-2016   | Вікторія      | Сейшельські Острови | 0 – 2     | Алжир               | Відбір до Кубка африканських націй 2017     | -    |          |
| 4-9-2016   | Бліда         | Алжир               | 6 – 0     | Лесото              | Відбір до Кубка африканських націй 2017     | 1    |          |
| 9-10-2016  | Бліда         | Алжир               | 1 – 1     | Камерун             | Відбір до ЧС 2018                           | -    |          |
| 12-11-2016 | Уйо           | Нігерія             | 3 – 1     | Алжир               | Відбір до ЧС 2018                           | -    | 84'      |
| 7-1-2017   | Бліда         | Алжир               | 3 – 1     | Мавританія          | товариський матч                            | -    |          |
| 6-6-2017   | Бліда         | Алжир               | 2 – 1     | Гвінея              | товариський матч                            | -    | 50'      |
| 2-9-2017   | Лусака        | Замбія              | 3 – 1     | Алжир               | Відбір до ЧС 2018                           | -    |          |
| 5-9-2017   | Константіна   | Алжир               | 0 – 1     | Замбія              | Відбір до ЧС 2018                           | -    |          |
| 7-10-2017  | Яунде         | Камерун             | 2 – 0     | Алжир               | Відбір до ЧС 2018                           | -    | 60'      |
| 8-9-2018   | Бакау         | Гамбія              | 1 – 1     | Алжир               | Відбір до Кубка африканських націй 2019     | -    |          |
| 12-10-2018 | Бліда         | Алжир               | 2 – 0     | Бенін               | Відбір до Кубка африканських націй 2019     | -    |          |
| 16-11-2018 | Ломе          | Того                | 1 – 4     | Алжир               | Відбір до Кубка африканських націй 2019     | -    | 70'      |
| 22-3-2019  | Бліда         | Алжир               | 1 – 0     | Туніс               | товариський матч                            | -    |          |
| Усього     |               | Матчів              | 46        |                     | Голів                                       | 5    |          |